# Ardian Behari
Ardian Behari (ur. 12 marca 1973 we Wlorze) – albański piłkarz i trener piłkarski, w 1996 roku reprezentant Albanii.